# Jarosław Iwaszkiewicz
Jarosław Leon Iwaszkiewicz, znan tudi pod psevdonimom Eleuter, poljski pisatelj, pesnik, esejist, dramatik in prevajalec, * 20. februar 1894, Kalynk, † 2. marec 1980, Varšava. Poznan je predvsem po svoji prozi in poeziji iz časa po prvi svetovni vojni, štirikrat je bil nominiran za Nobelovo nagrado za književnost.

## Življenje
Iwaszkiewicz je bil rojen 20. februarja 1894 v mestu Kalynk v Kijevski guberniji, takratnem delu Ruskega cesarstva (današnja Ukrajina). Med letoma 1902 in 1904 je z materjo živel na Poljskem in se kasneje vrnil v Jelizawetgrad (danes Kropywnycki). Tam je dokončal srednjo šolo in se leta 1909 vpisal na študij prava na Kijevski univerzi ter na tamkajšnji konzervatorij, vendar študija ni dokončal. 
Leta 1914 je potoval po Siciliji in severni Afriki s prijateljem in sorodnikom Karolom Szymanowskim in napisal libreto za njegovo opero Kralj Roger. 
Po koncu prve svetovne vojne, l. 1918, se je Iwaszkiewicz vrnil na Poljsko, kjer je spoznal številne mlade umetnike, ki so delovali pod okriljem revije Pro Arte et Studio. Leta 1919 je skupaj s pesnikoma Julianom Tuwimom in Antoniem Słonimskim ustanovil pesniško skupino Skamander. 
Iwaszkiewicz je med letoma 1923 in 1925 deloval kot tajnik pri Macieju Rataju, poslancu poljskega Sejma. Deloval je tudi kot sodelavec pri številnih časopisih, kot so Wiadomości Literackie, Ateneum in Gazeta Polska. Med drugo svetovno vojno je sodeloval s skrivno organizacijo PPP (Polskie Państwo Podziemne) in s poljsko vladno delegacijo deloval na oddelku za izobraževanje, znanost in kulturo. Skupaj s profesorjem Stanisławom Lorentzem si je prizadeval za zaščito poljskih umetniških del. Imel je široko mrežo poznanstev med poljskimi intelektualci judovskega porekla, kar je izkoristil za pomoč preganjanim Judom. Na svojem posestvu jih je v določenem obdobju skrival preko 40. Za svojo pomoč Judom na Poljskem v času holokavsta je Iwaszkiewicz leta 1988 posthumno prejel izraelsko odlikovanje “pravičnega med narodi”. 
V letih 1945–1946, 1947–1949 in 1959–1980 je bil predsednik Zveze poljskih literatov (Związek Literatów Polskich, ZLP), v letih 1945–1949 in 1955–1957 literarni urednik Poljskega gledališča v Varšavi, od leta 1952 do svoje smrti 1980 pa je bil neodvisni poslanec v poljskem Sejmu. 
Leta 1939 je za svoje delo prejel nagrado Złoty Wawrzyn, bil dvakrat odlikovan s Poljskim redom za zasluge (v letih 1946 in 1947), v letu 1954 pa še z Redom graditeljev ljudske Poljske. Prejel je tudi številna druga odlikovanja in nagrade za svoje zasluge (Red za zasluge Italijanske republike, Medalja 10. obletnice ljudske Poljske, Leninova mirovna nagrada, Veliki križ reda prerojene Poljske), leta 1971 pa tudi častni doktorat Univerze v Varšavi in v letu 1979 še častni doktorat Jagelonske univerze. 
Leta 1922 se je Iwaszkiewicz poročil z Anno Lilpop (1897–1979), pisateljico in prevajalko ter hčerko bogatega podjetnika Stanisława W. Lilpopa, in se z njo naselil v kraju Podkowa Leśna blizu Varšave. Posestvo z vilo, imenovano Stawisko, kamor sta se preselila leta 1928, danes deluje kot muzej, posvečen Iwaszkiewiczu in njegovi ženi. V zakonu sta se jima rodili dve hčerki, Maria in Tereza.
Iwaszkiewicz je bil biseksualec, kar se odraža tudi v njegovih delih, saj so teme biseksualnosti in homoerotike prisotne tako v njegovi prozi kot poeziji. 

## Delo
Iwaszkiewicz je pisal novele, povesti, poezijo, drame, eseje in kolumne ter prevajal iz angleškega, francoskega, ruskega in danskega jezika. Znan je predvsem po svojih kratkih zgodbah, sam pa je žanr kratkih zgodb razvijal in moderniziral. Med njegovimi novelami je med bolj znanimi Sława i Chwała, pregled življenja poljskih intelektualcev v prvi polovici 20. stoletja. Iwaszkiewiczeve drame imajo raznovrstne klasične motive in odražajo njegove zasebne interese – potovanja, gledališče, kulturo nasploh. 
Njegova dela bi težko umestili v katerikoli literarni tok prve polovice 20. stoletja. Njegova zgodnja prozna dela, kot so Zenobia Palmura, Ucieczka do Bagdadu (Pobeg v Bagdad) in Wieczór u Abdona (Večer pri Abdonu) so zapisana v stilu pravljičnih lirskih novel, zvesta modernistični tradiciji, hkrati pa želijo prikazati kontrast med literarno umetnostjo in življenjem. Iwaszkiewicz je sčasoma oblikoval svoj pogled na svet, zaznamovan predvsem z nasprotji (življenje - smrt, ljubezen - sovraštvo). Tovrstni konflikti oz. nasprotja močno prispevajo h kompleksnemu duševnemu stanju Iwaszkiewiczevih literarnih likov, s tem pa se odpira tudi filozofska dimenzija zgodb. V zrelejših proznih delih, npr. Kongres we Florencji (Kongres v Firencah), Bitwa na równinie Sedgemoor (Bitka na planjavi Sedgemoor), Matka Joanna od Aniołów (Mati Joanna Angelska), Stara Cegielnia (Stara Opekarna), Młyn nad Lutynia (Mlin nad Lutynjo), Kwartet Mendelssohna (Mendelssohnov kvartet), Kościół w Skaryszewie (Cerkev v Skaryszewiu), Iwaszkiewicz tako pogosto tematizira tragedijo, vojno, zelo pogosto pa tudi vprašanje prezgodnje smrti kot krutega zakona narave. 
Kot pesnik je Iwaszkiewicz tipičen predstavnik Skamandra, pri tem pa ga od drugih avtorjev ločuje predvsem kompleksnost čustvenega doživljanja, kar mu omogoča izredno natančno in intenzivno opisovanje lepote, hrepenenja po nedosegljivi sreči in umetnosti same. 
V svojih lirskih delih prehaja od esteticizma do bolj ekspresionističnega stila, po vojni  pa zavrača tradicionalni pristop in se posluži modernega, asketskega jezika, s katerim v svojih pesmih čustveno povzdiguje dragocenost človeškega življenja. 

## Literarna dela

### Poezija
- Poezija
- Oktostychy
- Dionizje
- Kasydy zakończone siedmioma wierszami
- Księga dnia i księga nocy
- Powrót do Europy
- Lato 1932
- Inne życie
- Wiersze wybrane
- Ody olimpijskie
- Warkocz jesieni i inne wiersze
- Ciemne ścieżki
- Dzieła. Wiersze
- Jutro żniwa
- Krągły rok
- Xenie i elegie
- Śpiewnik włoski
- Album Tatrzańskie
- Mapa pogody
- Muzyka wieczorem

### Proza
- Zenobia Palmura
- Legendy i Demeter
- Legenda o Baszcie św. Bazylego, Legenda o św. Balbinie Nieznanej, Gody jesienne, Demeter)
- Hilary, syn buchaltera
- Ucieczka do Bagdadu
- Siedem bogatych miast nieśmiertelnego Kościeja
- Księżyc wschodzi (powieść)
- Pejzaże sentymentalne
- Zmowa mężczyzn
- Panny z Wilka
- Czerwone tarcze
- Młyn nad Utratą
- Dwa opowiadania
- Pasje błędomierskie
- Stara cegielnia. Młyn nad Lutynią
- Nowa miłość i inne opowiadania (Nowa miłość, Róża, Zygfryd, Bitwa na równinie Sedgemoor, Matka Joanna od Aniołów)
- Nowele włoskie
- Wycieczka do Sandomierza
- Ucieczka Felka Okonia
- Opowiadania (Przy moście, Śniadanie u Teodora, Ikar, Światła małego miasta, Cmentarz w Toporowie, Młyn nad Kamionną)
- Opowieści zasłyszane
- Dzieła. Proza poetycka; Dzieła. Powieści, t. I–II; Dzieła. Opowiadania, t. I–II
- Tatarak i inne opowiadania
- Kochankowie z Marony
- Sława i chwała
- Heydenreich. Cienie
- O psach, kotach i diabłach
- Ogrody
- Jan Sebastian Bach

### Drame
- Kochankowie z Werony
- Lato w Nohant
- Maskarada
- Odbudowa Błędomierza
- Dzieła

### Libreto
- Król Roger

### Potopisi in spomini
- Książka o Sycylii
- Książka moich wspomnień
- Gniazdo łabędzi. Szkice z Danii
- Petersburg
- Podróże do Włoch
- Podróże do Polski
- Portrety na marginesach

## Prevodi v slovenščino
- Matka Joanna od aniołów (Mati Joanna Angelska, prevod: France Vodnik, 1965)
- Oktostychy (Oktostihi, izbrane pesmi prevedla Katarina Šalamun-Biedrzycka)
- Stara cegielnia. Młyn nad Lutynią (Mlin ob Lutynji; Stara opekarna, prevod: France Vodnik, 1951)
- Chopin (prevod Božidar Borko, 1949)
- Poletje v Nohantu (prevod France Vodnik, 1958)
- Vzlet (v zbirki Varujte me, mile zarje. Iz sodobne poljske proze, 1983)
- Antologija Prošnja za srečne otoke, ur. In prevedla Rozka Štefan, 1999. Pesmi: Poletje 1932, XXVI, Poletje 1932, XXVII, Stari pesnik.
- Antologija Alarma, poljska poezija 1939–1945, prev. R. Štefan, T. Pretnar, ur. R. Štefan, N. Jež. 1992. Pesmi: Plejade, Ko vsi viharji minejo in bova spet ..., * To ton sveta je: smrtna ta tišina.
- Dotik duha. Antologija poljske poezije 20. Stoletja, prev. in ur. Katarina Šalamun Biderzycka, 2009. Pesmi: Serenada, Pokazal si mi iz puščav kostanjev ...